# Daniel Vaknin
Daniel Vaknin var borgmästare i Bet Shemesh, Israel (1993-2008).
Han är medlem i Likudpartiet. Hans föräldrar var med och grundade Beit Shemesh.